# Férfi gyeplabdatorna a 2008. évi nyári olimpiai játékokon
A 2008. évi nyári olimpiai játékokon a férfi gyeplabdatornát augusztus 11. és 23. között rendezték. A tornán 12 nemzet csapata vett részt.

## Lebonyolítás
A 12 résztvevőt 2 darab 6 csapatos csoportba sorsolták. Körmérkőzések döntötték el a csoportok végeredményét. A csoportok első két helyezettje bejutott az elődöntőbe. Az elődöntők győztesei játszották a döntőt, a vesztesek a bronzéremért mérkőzhettek. A csoportok azonos helyein végző csapatai játszották egymással a helyosztó mérkőzéseket.

## Csoportkör
| Színmagyarázat                                                                    |
| --------------------------------------------------------------------------------- |
| A csoportok első két helyezettje bejutott az elődöntőbe.                          |
| A csoportok utolsó négy helyezettje a további helyosztó mérkőzéseken játszhatott. |

### A csoport
| Csapat              | M | Gy | D | V | G+ | G– | Gk | P  |
| ------------------- | - | -- | - | - | -- | -- | -- | -- |
| Spanyolország (ESP) | 5 | 4  | 0 | 1 | 9  | 5  | +4 | 12 |
| Németország (GER)   | 5 | 3  | 2 | 0 | 12 | 6  | +6 | 11 |
| Dél-Korea (KOR)     | 5 | 2  | 1 | 2 | 13 | 11 | +2 | 7  |
| Új-Zéland (NZL)     | 5 | 2  | 1 | 2 | 10 | 9  | +1 | 7  |
| Belgium (BEL)       | 5 | 1  | 1 | 3 | 9  | 13 | –4 | 4  |
| Kína (CHN)          | 5 | 0  | 1 | 4 | 7  | 16 | –9 | 1  |

| 2008. augusztus 11. 08:30 | Németország (GER)                            | 4–1               | Kína (CHN)   | Játékvezetők: David Leiper (GBR), Satinder Kumar (IND) |
| 2008. augusztus 11. 08:30 | C. Zeller 21' · Keller 43', 54' · Nevado 68' | (1–1) Jegyzőkönyv | Na Jü-po 7'  | Játékvezetők: David Leiper (GBR), Satinder Kumar (IND) |
| 2008. augusztus 11. 08:30 | Weißenborn 38'                               | Büntetések        | Szung Ji 52' | Játékvezetők: David Leiper (GBR), Satinder Kumar (IND) |

| 2008. augusztus 11. 18:00 | Dél-Korea (KOR)            | 1–3               | Új-Zéland (NZL)       | Játékvezetők: David Gentles (AUS), Andy Mair (GBR) |
| 2008. augusztus 11. 18:00 | I Namjong 12'              | (1–0) Jegyzőkönyv | H. Shaw 43', 57', 64' | Játékvezetők: David Gentles (AUS), Andy Mair (GBR) |
| 2008. augusztus 11. 18:00 | Kim Cshol 56' Jo Ungon 61' | Büntetések        | H. Shaw 24'           | Játékvezetők: David Gentles (AUS), Andy Mair (GBR) |

| 2008. augusztus 11. 20:30 | Spanyolország (ESP)                         | 4–2               | Belgium (BEL)              | Játékvezetők: Murray Grime (AUS), Roel van Eert (NED) |
| 2008. augusztus 11. 20:30 | Amat 8' · Freixa 20' · Ribas 41' · Sojo 49' | (2–1) Jegyzőkönyv | Truyens 26' · Dekeyser 63' | Játékvezetők: Murray Grime (AUS), Roel van Eert (NED) |
| 2008. augusztus 11. 20:30 | Alegre 70'                                  | Büntetések        |                            | Játékvezetők: Murray Grime (AUS), Roel van Eert (NED) |

| 2008. augusztus 13. 10:30 | Kína (CHN)                                    | 2–5               | Dél-Korea (KOR)                                                           | Játékvezetők: Amarjit Singh (MAS), Henrik Ehlers (DEN) |
| 2008. augusztus 13. 10:30 | Na Jü-po 6' · Szung Ji 8'                     | (2–2) Jegyzőkönyv | Szo Dzsongho 13' · Csang Dzsonghjon 35+', 55', 57' · Kang Szongdzsong 67' | Játékvezetők: Amarjit Singh (MAS), Henrik Ehlers (DEN) |
| 2008. augusztus 13. 10:30 | Hu Liang 12' 45' Jü Jang 18' Lo Fang-ming 24' | Büntetések        | I Namjong 12' Csha Dzsongbok 22' Ju Hjoszik 30'                           | Játékvezetők: Amarjit Singh (MAS), Henrik Ehlers (DEN) |

| 2008. augusztus 13. 18:30 | Belgium (BEL)         | 1–1               | Németország (GER)                   | Játékvezetők: Rob ten Cate (NED), David Gentles (AUS) |
| 2008. augusztus 13. 18:30 | Charlier 22'          | (1–1) Jegyzőkönyv | Witthaus 19'                        | Játékvezetők: Rob ten Cate (NED), David Gentles (AUS) |
| 2008. augusztus 13. 18:30 | Dohmen 26' Briels 34' | Büntetések        | B. Weß 8' Weißenborn 26' T. Weß 71' | Játékvezetők: Rob ten Cate (NED), David Gentles (AUS) |

| 2008. augusztus 13. 20:30 | Új-Zéland (NZL)                        | 0–1               | Spanyolország (ESP) | Játékvezetők: John Wright (RSA), Christian Blasch (GER) |
| 2008. augusztus 13. 20:30 |                                        | (0–0) Jegyzőkönyv | Freixa 70'          | Játékvezetők: John Wright (RSA), Christian Blasch (GER) |
| 2008. augusztus 13. 20:30 | Archibald 21' Henwood 24' McAleese 27' | Büntetések        | Sala 23'            | Játékvezetők: John Wright (RSA), Christian Blasch (GER) |

| 2008. augusztus 15. 08:30 | Spanyolország (ESP)  | 2–1               | Kína (CHN)                   | Játékvezetők: David Gentles (AUS), Kim Hong-Lae (KOR) |
| 2008. augusztus 15. 08:30 | Ribas 17' · Amat 67' | (1–1) Jegyzőkönyv | Na Jü-po 6'                  | Játékvezetők: David Gentles (AUS), Kim Hong-Lae (KOR) |
| 2008. augusztus 15. 08:30 | Freixa 69'           | Büntetések        | Hu Huj-zsen 27' Na Jü-po 57' | Játékvezetők: David Gentles (AUS), Kim Hong-Lae (KOR) |

| 2008. augusztus 15. 18:00 | Belgium (BEL)                | 2–4               | Új-Zéland (NZL)                            | Játékvezetők: David Leiper (GBR), Xavier Adell (ESP) |
| 2008. augusztus 15. 18:00 | Dekeyser 43' · Gucassoff 69' | (0–3) Jegyzőkönyv | Child 19', 20' · Brooks 30' · McAleese 60' | Játékvezetők: David Leiper (GBR), Xavier Adell (ESP) |
| 2008. augusztus 15. 18:00 |                              | Büntetések        | Burrows 21'                                | Játékvezetők: David Leiper (GBR), Xavier Adell (ESP) |

| 2008. augusztus 15. 20:30 | Dél-Korea (KOR)                                                      | 3–3               | Németország (GER)                        | Játékvezetők: John Wright (RSA), Satinder Kumar (IND) |
| 2008. augusztus 15. 20:30 | Jo Ungon 5' · Csang Dzsonghjon 46' · Szo Dzsongho 52'                | (1–1) Jegyzőkönyv | Witte 17' · Witthaus 40' · C. Zeller 47' | Játékvezetők: John Wright (RSA), Satinder Kumar (IND) |
| 2008. augusztus 15. 20:30 | Csha Dzsongbok 9' Ju Hjoszik 34' Kim Jongbe 50' Csang Dzsonghjon 70' | Büntetések        | Hauke 18' Keller 35' 70' Weißenborn 49'  | Játékvezetők: John Wright (RSA), Satinder Kumar (IND) |

| 2008. augusztus 17. 10:30 | Dél-Korea (KOR)                                | 3–1               | Belgium (BEL)              | Játékvezetők: Rob ten Cate (NED), Satinder Kumar (IND) |
| 2008. augusztus 17. 10:30 | Ju Hjoszik 46', 51' · Csang Dzsonghjon 50'     | (0–1) Jegyzőkönyv | Dekeyser 20'               | Játékvezetők: Rob ten Cate (NED), Satinder Kumar (IND) |
| 2008. augusztus 17. 10:30 | Jo Ungon 8' Kang Szongdzsong 45' Kim Cshol 56' | Büntetések        | Dekeyser 11' Reckinger 46' | Játékvezetők: Rob ten Cate (NED), Satinder Kumar (IND) |

| 2008. augusztus 17. 18:30 | Új-Zéland (NZL)          | 2–2               | Kína (CHN)                                      | Játékvezetők: Murray Grime (AUS), Andy Mair (GBR) |
| 2008. augusztus 17. 18:30 | Child 34' · McAleese 54' | (1–2) Jegyzőkönyv | Szung Ji 3', 17'                                | Játékvezetők: Murray Grime (AUS), Andy Mair (GBR) |
| 2008. augusztus 17. 18:30 |                          | Büntetések        | Szung Ji 20' Szun Tien-csün 21' Meng Li-cse 58' | Játékvezetők: Murray Grime (AUS), Andy Mair (GBR) |

| 2008. augusztus 17. 21:00 | Németország (GER)  | 1–0               | Spanyolország (ESP) | Játékvezetők: John Wright (RSA), David Gentles (AUS) |
| 2008. augusztus 17. 21:00 | Fürste 34'         | (1–0) Jegyzőkönyv |                     | Játékvezetők: John Wright (RSA), David Gentles (AUS) |
| 2008. augusztus 17. 21:00 | Biederlack 39' 69' | Büntetések        |                     | Játékvezetők: John Wright (RSA), David Gentles (AUS) |

| 2008. augusztus 19. 10:30 | Németország (GER)                    | 3–1               | Új-Zéland (NZL)        | Játékvezetők: David Gentles (AUS), Andy Mair (GBR) |
| 2008. augusztus 19. 10:30 | T. Weß 5' · Witthaus 9' · Keller 55' | (2–0) Jegyzőkönyv | H. Shaw 46'            | Játékvezetők: David Gentles (AUS), Andy Mair (GBR) |
| 2008. augusztus 19. 10:30 | Hauke 50'                            | Büntetések        | Edwards 31' Nation 51' | Játékvezetők: David Gentles (AUS), Andy Mair (GBR) |

| 2008. augusztus 19. 18:30 | Dél-Korea (KOR)      | 1–2               | Spanyolország (ESP) | Játékvezetők: Henrik Ehlers (DEN), John Wright (USA) |
| 2008. augusztus 19. 18:30 | Jun Szonghun 69'     | (0–1) Jegyzőkönyv | Freixa 12', 53'     | Játékvezetők: Henrik Ehlers (DEN), John Wright (USA) |
| 2008. augusztus 19. 18:30 | Kang Szongdzsong 32' | Büntetések        |                     | Játékvezetők: Henrik Ehlers (DEN), John Wright (USA) |

| 2008. augusztus 19. 21:00 | Kína (CHN)                                           | 1–3               | Belgium (BEL)                                 | Játékvezetők: Murray Grime (AUS), Gary Simmonds (RSA) |
| 2008. augusztus 19. 21:00 | Szung Ji 4'                                          | (1–2) Jegyzőkönyv | Reckinger 28' · Truyens 32' · Dohmen 48'      | Játékvezetők: Murray Grime (AUS), Gary Simmonds (RSA) |
| 2008. augusztus 19. 21:00 | Liu Hszien-tang 24' Meng Li-cse 26' Lo Fang-ming 28' | Büntetések        | Reckinger 13' Van den Balck 44' Gucassoff 52' | Játékvezetők: Murray Grime (AUS), Gary Simmonds (RSA) |

### B csoport
| Csapat                        | M | Gy | D | V | G+ | G– | Gk  | P  |
| ----------------------------- | - | -- | - | - | -- | -- | --- | -- |
| Hollandia (NED)               | 5 | 4  | 1 | 0 | 16 | 6  | +10 | 13 |
| Ausztrália (AUS)              | 5 | 3  | 2 | 0 | 24 | 7  | +17 | 11 |
| Nagy-Britannia (GBR)          | 5 | 2  | 2 | 1 | 10 | 7  | +3  | 8  |
| Pakisztán (PAK)               | 5 | 2  | 0 | 3 | 11 | 13 | –2  | 6  |
| Kanada (CAN)                  | 5 | 1  | 1 | 3 | 10 | 17 | –7  | 4  |
| Dél-afrikai Köztársaság (RSA) | 5 | 0  | 0 | 5 | 4  | 25 | –21 | 0  |

| 2008. augusztus 11. 10:30 | Pakisztán (PAK)                            | 2–4               | Nagy-Britannia (GBR)                            | Játékvezetők: John Wright (RSA), Amarjit Singh (MAS) |
| 2008. augusztus 11. 10:30 | Abbasi 45' · Waqas 59'                     | (0–3) Jegyzőkönyv | Tindall 2' · Moore 14' · Jackson 29' · Daly 62' | Játékvezetők: John Wright (RSA), Amarjit Singh (MAS) |
| 2008. augusztus 11. 10:30 | Waqas 27' Bilgrami Egy mérkőzéses eltiltás | Büntetések        | Kirkham 24' Hawes 47'                           | Játékvezetők: John Wright (RSA), Amarjit Singh (MAS) |

| 2008. augusztus 11. 18:30 | Ausztrália (AUS)                                                  | 6–1               | Kanada (CAN) | Játékvezetők: Christian Blasch (GER), Chen Dekang (CHN) |
| 2008. augusztus 11. 18:30 | Abbott 15', 16', 54' · Kavanagh 22' · Ockenden 48' · Schubert 57' | (3–0) Jegyzőkönyv | P. Short 38' | Játékvezetők: Christian Blasch (GER), Chen Dekang (CHN) |
| 2008. augusztus 11. 18:30 | Hammond 69'                                                       | Büntetések        |              | Játékvezetők: Christian Blasch (GER), Chen Dekang (CHN) |

| 2008. augusztus 11. 21:00 | Hollandia (NED)                                                   | 5–0               | Dél-afrikai Köztársaság (RSA) | Játékvezetők: Henrik Ehlers (DEN), Xavier Adell (ESP) |
| 2008. augusztus 11. 21:00 | Taekema 4', 35' · Docherty 44' · Hertzberger 47' · M. Brouwer 66' | (2–0) Jegyzőkönyv |                               | Játékvezetők: Henrik Ehlers (DEN), Xavier Adell (ESP) |
| 2008. augusztus 11. 21:00 | Boerma 23' Hoyng 69'                                              | Büntetések        | Jacobs 14'                    | Játékvezetők: Henrik Ehlers (DEN), Xavier Adell (ESP) |

| 2008. augusztus 13. 08:30 | Dél-afrikai Köztársaság (RSA)          | 0–10              | Ausztrália (AUS)                                                                                   | Játékvezetők: Andy Mair (GBR), Roel van Eert (NED) |
| 2008. augusztus 13. 08:30 |                                        | (0–5) Jegyzőkönyv | Dwyer 2', 42' · Matheson 14', 29', 57' · Schubert 27' · Guest 35+' 38' · Kavanagh 47' · Abbott 67' | Játékvezetők: Andy Mair (GBR), Roel van Eert (NED) |
| 2008. augusztus 13. 08:30 | Abrahams 7' Hammond 11' Rose-Innes 14' | Büntetések        | | Játékvezetők: Andy Mair (GBR), Roel van Eert (NED) |

| 2008. augusztus 13. 18:00 | Kanada (CAN)         | 1–3               | Pakisztán (PAK)                    | Játékvezetők: Kim Hong-Lae (KOR), David Leiper (GBR) |
| 2008. augusztus 13. 18:00 | Kullar 35'           | (1–0) Jegyzőkönyv | Imran 39' · Rasool 39' · Waqas 57' | Játékvezetők: Kim Hong-Lae (KOR), David Leiper (GBR) |
| 2008. augusztus 13. 18:00 | Grimes 20' Singh 50' | Büntetések        | Imran 55'                          | Játékvezetők: Kim Hong-Lae (KOR), David Leiper (GBR) |

| 2008. augusztus 13. 21:00 | Hollandia (NED)       | 1–0               | Nagy-Britannia (GBR) | Játékvezetők: Murray Grime (AUS), Gary Simmonds (RSA) |
| 2008. augusztus 13. 21:00 | Taekema 63'           | (0–0) Jegyzőkönyv |                      | Játékvezetők: Murray Grime (AUS), Gary Simmonds (RSA) |
| 2008. augusztus 13. 21:00 | Van der Weide 25' 61' | Büntetések        | Tindall 62'          | Játékvezetők: Murray Grime (AUS), Gary Simmonds (RSA) |

| 2008. augusztus 15. 10:30 | Hollandia (NED)                    | 4–2               | Kanada (CAN)                        | Játékvezetők: Murray Grime (AUS), Chen Dekang (CHN) |
| 2008. augusztus 15. 10:30 | Taekema 4', 8', 33' · Weusthof 49' | (3–1) Jegyzőkönyv | Deol 12' · Kahlon 64'               | Játékvezetők: Murray Grime (AUS), Chen Dekang (CHN) |
| 2008. augusztus 15. 10:30 | Taekema 6' Van der Weide 35'       | Büntetések        | Pereira 27' Sandison 42' Wright 56' | Játékvezetők: Murray Grime (AUS), Chen Dekang (CHN) |

| 2008. augusztus 15. 18:30 | Pakisztán (PAK)                        | 1–3               | Ausztrália (AUS)                      | Játékvezetők: Henrik Ehlers (DEN), Gary Simmonds (RSA) |
| 2008. augusztus 15. 18:30 | Abbasi 16'                             | (1–1) Jegyzőkönyv | Schubert 20' · Dwyer 41' · Brooks 59' | Játékvezetők: Henrik Ehlers (DEN), Gary Simmonds (RSA) |
| 2008. augusztus 15. 18:30 | Saqlain 34' 67' Waqas 17' W. Akbar 68' | Büntetések        | Hammond 26'                           | Játékvezetők: Henrik Ehlers (DEN), Gary Simmonds (RSA) |

| 2008. augusztus 15. 21:00 | Dél-afrikai Köztársaság (RSA) | 0–2               | Nagy-Britannia (GBR)    | Játékvezetők: Christian Blasch (GER), Rob ten Cate (NED) |
| 2008. augusztus 15. 21:00 |                               | (0–1) Jegyzőkönyv | Tindall 20' · Daly 66'  | Játékvezetők: Christian Blasch (GER), Rob ten Cate (NED) |
| 2008. augusztus 15. 21:00 | Smith 12'                     | Büntetések        | Jackson 20' Tindall 32' | Játékvezetők: Christian Blasch (GER), Rob ten Cate (NED) |

| 2008. augusztus 17. 08:30 | Nagy-Britannia (GBR)                                             | 1–1               | Kanada (CAN)                                         | Játékvezetők: Roel van Eert (NED), Gary Simmonds (RSA) |
| 2008. augusztus 17. 08:30 | Daly 67'                                                         | (0–0) Jegyzőkönyv | Pereira 47'                                          | Játékvezetők: Roel van Eert (NED), Gary Simmonds (RSA) |
| 2008. augusztus 17. 08:30 | Daly 30' Wilson 31' Tindall 41' Tindall Hivatalos rendreutasítás | Büntetések        | R. Short 26' Singh 28' Singh Egy mérkőzéses eltiltás | Játékvezetők: Roel van Eert (NED), Gary Simmonds (RSA) |

| 2008. augusztus 17. 18:00 | Pakisztán (PAK)                     | 3–1               | Dél-afrikai Köztársaság (RSA)       | Játékvezetők: Amarjit Singh (MAS), Kim Hong-Lae (KOR) |
| 2008. augusztus 17. 18:00 | Javed 9' · Abbasi 44' · Saqlain 60' | (1–1) Jegyzőkönyv | Smith 31'                           | Játékvezetők: Amarjit Singh (MAS), Kim Hong-Lae (KOR) |
| 2008. augusztus 17. 18:00 | Abbasi 60'                          | Büntetések        | Cronje 7' Jacobs 60' Rose-Innes 68' | Játékvezetők: Amarjit Singh (MAS), Kim Hong-Lae (KOR) |

| 2008. augusztus 17. 20:30 | Ausztrália (AUS)           | 2–2               | Hollandia (NED)  | Játékvezetők: Henrik Ehlers (DEN), Christian Blasch (GER) |
| 2008. augusztus 17. 20:30 | Ockenden 58' · Doerner 61' | (0–0) Jegyzőkönyv | Taekema 55', 70' | Játékvezetők: Henrik Ehlers (DEN), Christian Blasch (GER) |
| 2008. augusztus 17. 20:30 |                            | Büntetések        | Taekema 52'      | Játékvezetők: Henrik Ehlers (DEN), Christian Blasch (GER) |

| 2008. augusztus 19. 08:30 | Hollandia (NED)                                     | 4–2               | Pakisztán (PAK)         | Játékvezetők: David Leiper (GBR), Kim Hong-Lae (KOR) |
| 2008. augusztus 19. 08:30 | M. Brouwer 41' · Taekema 46', 58' · Hertzberger 69' | (0–1) Jegyzőkönyv | Imran 28' · Maqsood 65' | Játékvezetők: David Leiper (GBR), Kim Hong-Lae (KOR) |
| 2008. augusztus 19. 08:30 | G.-J. Derikx 38' Vogels 65'                         | Büntetések        | Javed 49' Ashraf 51'    | Játékvezetők: David Leiper (GBR), Kim Hong-Lae (KOR) |

| 2008. augusztus 19. 18:00 | Kanada (CAN)                                        | 5–3               | Dél-afrikai Köztársaság (RSA)         | Játékvezetők: Roel van Eert (NED), Satinder Kumar (IND) |
| 2008. augusztus 19. 18:00 | R. Short 15' · Fernandes 31', 46' · Grimes 38', 70' | (2–2) Jegyzőkönyv | Smith 4', 51' · Tsolekile 28'         | Játékvezetők: Roel van Eert (NED), Satinder Kumar (IND) |
| 2008. augusztus 19. 18:00 | Deol 6' Wright 19' Kullar 62' Tupper 64'            | Büntetések        | McDade 23' Smith 28' 62' Abrahams 60' | Játékvezetők: Roel van Eert (NED), Satinder Kumar (IND) |

| 2008. augusztus 19. 20:30 | Ausztrália (AUS)                      | 3–3               | Nagy-Britannia (GBR)                       | Játékvezetők: Christian Blasch (GER), Xavier Adell (ESP) |
| 2008. augusztus 19. 20:30 | George 40' · Dwyer 45' · Ockenden 68' | (0–1) Jegyzőkönyv | Middleton 34' · R. Mantell 47' · Moore 55' | Játékvezetők: Christian Blasch (GER), Xavier Adell (ESP) |
| 2008. augusztus 19. 20:30 |                                       | Büntetések        | Wilson 32'                                 | Játékvezetők: Christian Blasch (GER), Xavier Adell (ESP) |

## Egyenes kieséses szakasz
|  |                  |                     |                     |                     |   |                   |                   |       |
|  | Elődöntők        | Elődöntők           | Elődöntők           |                     |   | Döntő             | Döntő             | Döntő |
|  | Elődöntők        | Elődöntők           | Elődöntők           |                     |   | Döntő             | Döntő             | Döntő |
|  | augusztus 21.    |                     |                     |                     |   |                   |                   |       |
|  |                  |                     |                     |                     |   |                   |                   |       |
|  | B1               | Hollandia (NED)     | 1 (3)               |                     |   |                   |                   |       |
|  | B1               | Hollandia (NED)     | 1 (3)               | augusztus 23.       |   |                   |                   |       |
|  | A2               | Németország (GER)   | 1 (4)               |                     |   |                   |                   |       |
|  | A2               | Németország (GER)   | 1 (4)               |                     |   | Németország (GER) | Németország (GER) | 1     |
|  | augusztus 21.    |                     |                     |                     |   | Németország (GER) | Németország (GER) | 1     |
|  |                  |                     | Spanyolország (ESP) | Spanyolország (ESP) | 0 |                   |                   |       |
|  | A1               | Spanyolország (ESP) | Spanyolország (ESP) | Spanyolország (ESP) | 0 | 3                 |                   |       |
|  | A1               | Spanyolország (ESP) |                     |                     |   |                   |                   |       |
|  | B2               | Ausztrália (AUS)    | 2                   |                     |   |                   |                   |       |
|  | B2               | Ausztrália (AUS)    | 2                   | Bronzmérkőzés       |   |                   |                   |       |
|  |                  |                     |                     |                     |   |                   |                   |       |
|  | augusztus 23.    |                     |                     |                     |   |                   |                   |       |
|  |                  |                     |                     |                     |   |                   |                   |       |
|  | Hollandia (NED)  | Hollandia (NED)     | 2                   |                     |   |                   |                   |       |
|  | Hollandia (NED)  | Hollandia (NED)     | 2                   |                     |   |                   |                   |       |
|  | Ausztrália (AUS) | Ausztrália (AUS)    | 6                   |                     |   |                   |                   |       |
|  | Ausztrália (AUS) | Ausztrália (AUS)    | 6                   |                     |   |                   |                   |       |

### Elődöntők
| 2008. augusztus 21. 18:00 | Hollandia (NED)                                        | 1–1         | Németország (GER)                                       | Játékvezetők: David Gentles (AUS), John Wright (RSA) |
| 2008. augusztus 21. 18:00 | Hoyng 66'                                              | Jegyzőkönyv | P. Zeller 68'                                           | Játékvezetők: David Gentles (AUS), John Wright (RSA) |
| 2008. augusztus 21. 18:00 | M. Brouwer 45'                                         | Büntetések  | B. Weß 29' Biederlack 61'                               | Játékvezetők: David Gentles (AUS), John Wright (RSA) |
| 2008. augusztus 21. 18:00 | Büntetőpárbaj:                                         |             |                                                         | Játékvezetők: David Gentles (AUS), John Wright (RSA) |
| 2008. augusztus 21. 18:00 | Taekema R. Brouwer Reckers Weusthof De Nooijer Taekema | 3 – 4       | C. Zeller Keller Meinert P. Zeller Weißenborn C. Zeller | Játékvezetők: David Gentles (AUS), John Wright (RSA) |

| 2008. augusztus 21. 20:30 | Spanyolország (ESP)         | 3 − 2             | Ausztrália (AUS)         | Játékvezetők: Henrik Ehlers (DEN), Christian Blasch (GER) |
| 2008. augusztus 21. 20:30 | Tubau 39', 44' · Freixa 68' | (0–1) Jegyzőkönyv | Abbott 1' · Ockenden 37' | Játékvezetők: Henrik Ehlers (DEN), Christian Blasch (GER) |
| 2008. augusztus 21. 20:30 | Fábregas 21' Tubau 42'      | Büntetések        | Hammond 42' Wells 61'    | Játékvezetők: Henrik Ehlers (DEN), Christian Blasch (GER) |

### A 11. helyért
| 2008. augusztus 23. 08:30 | Kína (CHN)                                       | 4–3 (h. u.)            | Dél-afrikai Köztársaság (RSA)         | Játékvezetők: Rob ten Cate (NED), Satinder Kumar (IND) |
| 2008. augusztus 23. 08:30 | Na Jü-po 32' · Szung Ji 53', 58', 85' (aranygól) | (1–1, 3–3) Jegyzőkönyv | Tsolekile 3' · Symons 63' · Smith 70' | Játékvezetők: Rob ten Cate (NED), Satinder Kumar (IND) |
| 2008. augusztus 23. 08:30 | Szung Ji 16' 20' Meng Csün 25'                   | Büntetések             | Bam 12' Symons 16' Blake 20'          | Játékvezetők: Rob ten Cate (NED), Satinder Kumar (IND) |

### A 9. helyért
| 2008. augusztus 21. 08:30 | Belgium (BEL)                 | 3–0               | Kanada (CAN) | Játékvezetők: David Leiper (GBR), Xavier Adell (ESP) |
| 2008. augusztus 21. 08:30 | Dekeyser 2', 70' · Dohmen 23' | (2–0) Jegyzőkönyv |              | Játékvezetők: David Leiper (GBR), Xavier Adell (ESP) |

### A 7. helyért
| 2008. augusztus 21. 11:00 | Új-Zéland (NZL)                           | 4–2               | Pakisztán (PAK)         | Játékvezetők: Kim Hong-Lae (KOR), Gary Simmonds (RSA) |
| 2008. augusztus 21. 11:00 | Child 26' · H. Shaw 39', 53' · Brooks 43' | (1–0) Jegyzőkönyv | Bilgrami 46' · Butt 56' | Játékvezetők: Kim Hong-Lae (KOR), Gary Simmonds (RSA) |
| 2008. augusztus 21. 11:00 |                                           | Büntetések        | Maqsood 6'              | Játékvezetők: Kim Hong-Lae (KOR), Gary Simmonds (RSA) |

### Az 5. helyért
| 2008. augusztus 23. 11:00 | Dél-Korea (KOR)                          | 2–5               | Nagy-Britannia (GBR)                                        | Játékvezetők: Murray Grime (AUS), Roel van Eert (NED) |
| 2008. augusztus 23. 11:00 | Csang Dzsonghjon 48' · Hjon Hjeszong 67' | (0–0) Jegyzőkönyv | Middleton 44' · Jackson 49' · Clarke 54', 63' · Kirkham 70' | Játékvezetők: Murray Grime (AUS), Roel van Eert (NED) |
| 2008. augusztus 23. 11:00 | Csang Dzsonghjon 63'                     | Büntetések        | Tindall 30' Wilson 37'                                      | Játékvezetők: Murray Grime (AUS), Roel van Eert (NED) |

### Bronzmérkőzés
| 2008. augusztus 23. 18:00 | Hollandia (NED)              | 2–6               | Ausztrália (AUS)                                                       | Játékvezetők: Andy Mair (GBR), Christian Blasch (GER) |
| 2008. augusztus 23. 18:00 | Taekema 12' · De Nooijer 27' | (2–4) Jegyzőkönyv | Ockenden 5', 6' · Abbott 9' · Matheson 28' · Hammond 42' · Doerner 62' | Játékvezetők: Andy Mair (GBR), Christian Blasch (GER) |
| 2008. augusztus 23. 18:00 | G.-J. Derikx 53'             | Büntetések        | Knowles 49' Ockenden 53'                                               | Játékvezetők: Andy Mair (GBR), Christian Blasch (GER) |

### Döntő
| 2008. augusztus 23. 20:30 | Németország (GER)     | 1–0               | Spanyolország (ESP) | Játékvezetők: Henrik Ehlers (DEN), David Gentles (AUS) |
| 2008. augusztus 23. 20:30 | C. Zeller 16'         | (1–0) Jegyzőkönyv |                     | Játékvezetők: Henrik Ehlers (DEN), David Gentles (AUS) |
| 2008. augusztus 23. 20:30 | Müller 19' Nevado 44' | Büntetések        | Enrique 63'         | Játékvezetők: Henrik Ehlers (DEN), David Gentles (AUS) |

| A 2008. évi nyári olimpiai játékok férfi gyeplabdatornájának olimpiai bajnoka |
| · NÉMETORSZÁG · 3. cím                                                        |
| ----------------------------------------------------------------------------- |

## Végeredmény
| Helyezés | Csapat                        | M | Gy | D | V | G+ | G– | Gk  | P  |
| -------- | ----------------------------- | - | -- | - | - | -- | -- | --- | -- |
| Arany    | Németország (GER)             | 7 | 5  | 2 | 0 | 14 | 7  | +7  | 17 |
| Ezüst    | Spanyolország (ESP)           | 7 | 5  | 0 | 2 | 12 | 8  | +4  | 15 |
| Bronz    | Ausztrália (AUS)              | 7 | 4  | 2 | 1 | 32 | 12 | +20 | 14 |
| 4.       | Hollandia (NED)               | 7 | 4  | 1 | 2 | 19 | 13 | +6  | 13 |
|          |                               |   |    |   |   |    |    |     |    |
| 5.       | Nagy-Britannia (GBR)          | 6 | 3  | 2 | 1 | 15 | 9  | +6  | 11 |
| 6.       | Dél-Korea (KOR)               | 6 | 2  | 1 | 3 | 15 | 16 | –1  | 7  |
| 7.       | Új-Zéland (NZL)               | 6 | 3  | 1 | 2 | 14 | 11 | +3  | 10 |
| 8.       | Pakisztán (PAK)               | 6 | 2  | 0 | 4 | 13 | 17 | –4  | 6  |
| 9.       | Belgium (BEL)                 | 6 | 2  | 1 | 3 | 12 | 13 | –1  | 7  |
| 10.      | Kanada (CAN)                  | 6 | 1  | 1 | 4 | 10 | 20 | –10 | 4  |
| 11.      | Kína (CHN)                    | 6 | 1  | 1 | 4 | 11 | 19 | –8  | 4  |
| 12.      | Dél-afrikai Köztársaság (RSA) | 6 | 0  | 0 | 6 | 7  | 29 | –22 | 0  |

## Fordítás
- Ez a szócikk részben vagy egészben  a   Field hockey at the 2008 Summer Olympics – Men's tournament című angol Wikipédia-szócikk fordításán alapul.  Az eredeti cikk szerkesztőit annak laptörténete sorolja fel. Ez a jelzés csupán a megfogalmazás eredetét és a szerzői jogokat jelzi, nem szolgál a cikkben szereplő információk forrásmegjelöléseként.